# قانون البنية التحتية للأسواق المالية
قانون البنية التحتية للأسواق المالية هو مجموعة من التشريعات السويسرية لتنظيم الأسواق المالية، وخاصة المشتقات. تم اعتماده في الأصل من قبل الجمعية الفيدرالية السويسرية في 19 يونيو 2015 ودخل حيز التنفيذ في 1 يناير 2016.
الهدف من التشريع هو تقليل المخاطر النظامية للطرف المقابل والمخاطر التشغيلية، والمساعدة في منع انهيار النظام المالي في المستقبل. يقصد من قانون البنية التحتية أن تكون المكافئ السويسري للحزم التنظيمية في الولايات المتحدة والاتحاد الأوروبي.
تتضمن لوائح قانون البنية التحتية متطلبات الإبلاغ عن عقود المشتقات وتنفيذ معايير إدارة المخاطر. كما وضع قواعد مشتركة للأطراف المقابلة المركزية والمستودعات التجارية. يتم الإشراف على تنفيذ القانون من قبل هيئة الإشراف على السوق المالية السويسرية.